# Madagaskarniki
Madagaskarniki – rząd (Mesitornithiformes) oraz rodzina (Mesitornithidae) ptaków z podgromady Neornithes. Obejmuje trzy gatunki, występujące wyłącznie w wilgotnych lasach i zaroślach na Madagaskarze. Wszystkie uznawane są za gatunki narażone i objęte ochroną.
Są to ptaki średniej wielkości, prowadzące naziemny tryb życia. Latają rzadko, do lotu podrywają się jedynie spłoszone, w sytuacji zagrożenia. Upierzenie szare lub brązowe, jaśniejsze od spodu, niekiedy plamkowane. Ubarwienie obu płci podobne lub zróżnicowane, zależnie od gatunku.
Owadożerne, mogą też odżywiać się pokarmem roślinnym. Gniazdo budują z gałęzi, na krzewach.
Madagaskarniki były dawniej klasyfikowane w rzędzie żurawiowych, jednak badania filogenetyczne sugerują ich odrębność od żurawiowych i przynależność do odrębnego rzędu. Najbliżej są spokrewnione ze stepówkami (Pterocliformes).

## Podział systematyczny
Do rodziny należą następujące rodzaje:
- Mesitornis
- Monias – jedynym przedstawicielem jest Monias benschi – madagaskarnik krzywodzioby.